# Elecciones municipales de 2015 en Parla
Las elecciones municipales de 2015 se celebraron en Parla el domingo 24 de mayo, de acuerdo con el Real Decreto de convocatoria de elecciones locales en España dispuesto el 30 de marzo de 2015 y publicado en el Boletín Oficial del Estado el día 31 de marzo. Se eligieron los 27 concejales del pleno del Ayuntamiento de Parla.

## Resultados
La candidatura más votada en esta legislatura fue la del PP, cuya lista estaba encabezada por Hipólito Luis Carlos Martínez Hervás, la cual obtuvo 7 concejales en el pleno municipal. Mover Parla obtuvo el segundo mayor porcentaje de votos, obteniendo 6 concejales al igual que Cambiemos Parla (CP), formación que también obtuvo 6 concejales. El PSOE obtuvo 5 concejales e IUCM-LV obtuvo 3 concejales.
Los resultados completos se detallan a continuación:
| Partido                                             | Partido                                                  | Votos   | %                               | Concejales                      |
| --------------------------------------------------- | -------------------------------------------------------- | ------- | ------------------------------- | ------------------------------- |
|                                                     | Partido Popular (PP)                                     | 10 935  | 23,24                           | 7                               |
|                                                     | Movimiento Organizativo Vecinal En Red Parla (MOVER)     | 9131    | 19.40                           | 6                               |
|                                                     | Cambiemos Parla (CP)                                     | 8746    | 18.59                           | 6                               |
|                                                     | Partido Socialista Obrero Español (PSOE)                 | 7560    | 16.07                           | 5                               |
|                                                     | Izquierda Unida Comunidad de Madrid-Los Verdes (IUCM-LV) | 4531    | 9.63                            | 3                               |
| Unión Progreso y Democracia (UPyD)                  | Unión Progreso y Democracia (UPyD)                       | 2277    | 4.84                            | 0                               |
| Partido por la Libertad con las Manos Limpias (PxL) | Partido por la Libertad con las Manos Limpias (PxL)      | 2243    | 4.77                            | 0                               |
| Vox                                                 | Vox                                                      | 723     | 1.54                            | 0                               |
| Votos en blanco                                     | Votos en blanco                                          | 911     | 1.94                            | n/a                             |
| Votos válidos                                       | Votos válidos                                            | 2298    | 100,00                          | 27                              |
| Votos nulos                                         | Votos nulos                                              | 878     | Participación: \| \| 62,38 % \| | Participación: \| \| 62,38 % \| |
| Votantes                                            | Votantes                                                 | 100 299 | Participación: \| \| 62,38 % \| | Participación: \| \| 62,38 % \| |
| Electores                                           | Electores                                                | 154 368 | Participación: \| \| 62,38 % \| | Participación: \| \| 62,38 % \| |
|                                                     | 62,38 %                                                  |         |                                 |                                 |

## Concejales electos
Relación de concejales electos:
| N.º | Nombre                               | Lista | Lista   |
| --- | ------------------------------------ | ----- | ------- |
| 1   | Hipólito Luis Carlos Martínez Hervás |       | PP      |
| 2   | Beatriz Arceredillo Martín           |       | MOVER   |
| 3   | Ana Teresa Fernández Ferreira        |       | CP      |
| 4   | Cristina Vélez Jiménez               |       | PSOE    |
| 5   | Elena Taboada Maroto                 |       | PP      |
| 6   | David Andrino García                 |       | MOVER   |
| 7   | Jesús Sáiz Lorca                     |       | IUCM-LV |
| 8   | Rafael Escobar Peña                  |       | CP      |
| 9   | Víctor Ruiz Sierra                   |       | PSOE    |
| 10  | José Manuel Zarzoso Revenga          |       | PP      |
| 11  | Carmen Pumar Martínez                |       | MOVER   |
| 12  | María Carmen Fresno Rodríguez        |       | CP      |
| 13  | María Jesús Fúnez Chacón             |       | PP      |
| 14  | Ana Sánchez Sánchez                  |       | PSOE    |
| 15  | Eugenio Fernández Ortega             |       | MOVER   |
| 16  | María Carmen Galán Huélamo           |       | IUCM-LV |
| 17  | Juan Marcos Manrique López           |       | PP      |
| 18  | Javier Rodríguez Ramírez             |       | CP      |
| 19  | Fernando Jiménez Díaz                |       | PSOE    |
| 20  | Justo Ramírez de Arellano Montoro    |       | MOVER   |
| 21  | Marta Varón Crespo                   |       | PP      |
| 22  | Ana María Álvarez Rodríguez          |       | CP      |
| 23  | Francisco Javier Molina Lucero       |       | PP      |
| 24  | Francisco Javier Torres Piñeyro      |       | MOVER   |
| 25  | Lorena Rodríguez Rodríguez           |       | PSOE    |
| 26  | Rubén Cañada Pérez de las Yeguas     |       | IUCM-LV |
| 27  | Alberto Olayo Yestera                |       | CP      |

## Sesión de investidura
En la votación de investidura celebrada en Parla en 2015, al no llegar a un acuerdo entre los diferentes partidos políticos del municipio, resultó investido como alcalde, Hipólito Luis Carlos Martínez Hervás, con mayoría simple.
|               |                                                     |                                                                      | |  |
| Representante |                                                     |                                                                      | |  |
| Cargo         | Atribuciones de áreas de las diferentes concejalías |                                                                      | |  |
|               | Luis Martinez Hervás                                | Alcalde                                                              | Presidente |  |
|               | María Jesús Fúnez Chacón                            | Primera teniente de alcalde                                          | Concejal delegado de:1. Área de Servicios a la Comunidad 2. Área de Obras 3. Área de urbanismo 4. Área de actividades 5. Área de mantenimiento de edificios 6. Área de sostenibilidad                     |  |
|               | José Manuel Zarzoso Revenga                         | Segundo teniente de alcalde, (Portavoz del grupo municipal PP Parla) | Concejal delegado de:1. Área de patrimonio 2. Área de Hacienda 3. Área de Cultura 4. Área de Educación 5. Área de Desarrollo empresarial 6. Área de Formación y empleo 7. Área de Participación ciudadana |  |
|               | Javier Molina Lucero                                | Tercer teniente de alcalde                                           | Concejal delegado de:1. Área de Personal 2. Área de Deportes 3. Área de Juventud 4. Área de Transparencia 5. Área de Nuevas tecnologías 6. Área de Seguridad ciudadana 7. Área de Movilidad               |  |
|               | Marta Varón Crespo                                  | Cuarta teniente de alcalde                                           | Concejal delegado de:1. Área de Bienestar social 2. Área de Vivienda 3. Área de Infancia 4. Área de Mayores 5. Área de Igualdad 6. Área de Información al ciudadano                                       |  |